# Mosógép

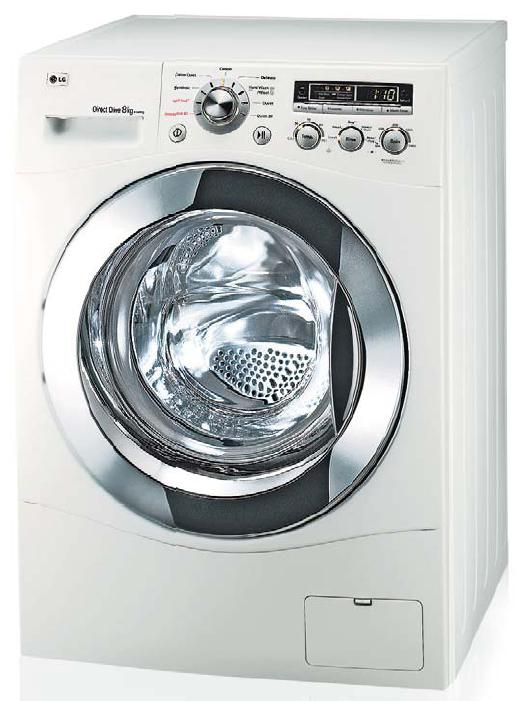
Háztartási mosógép

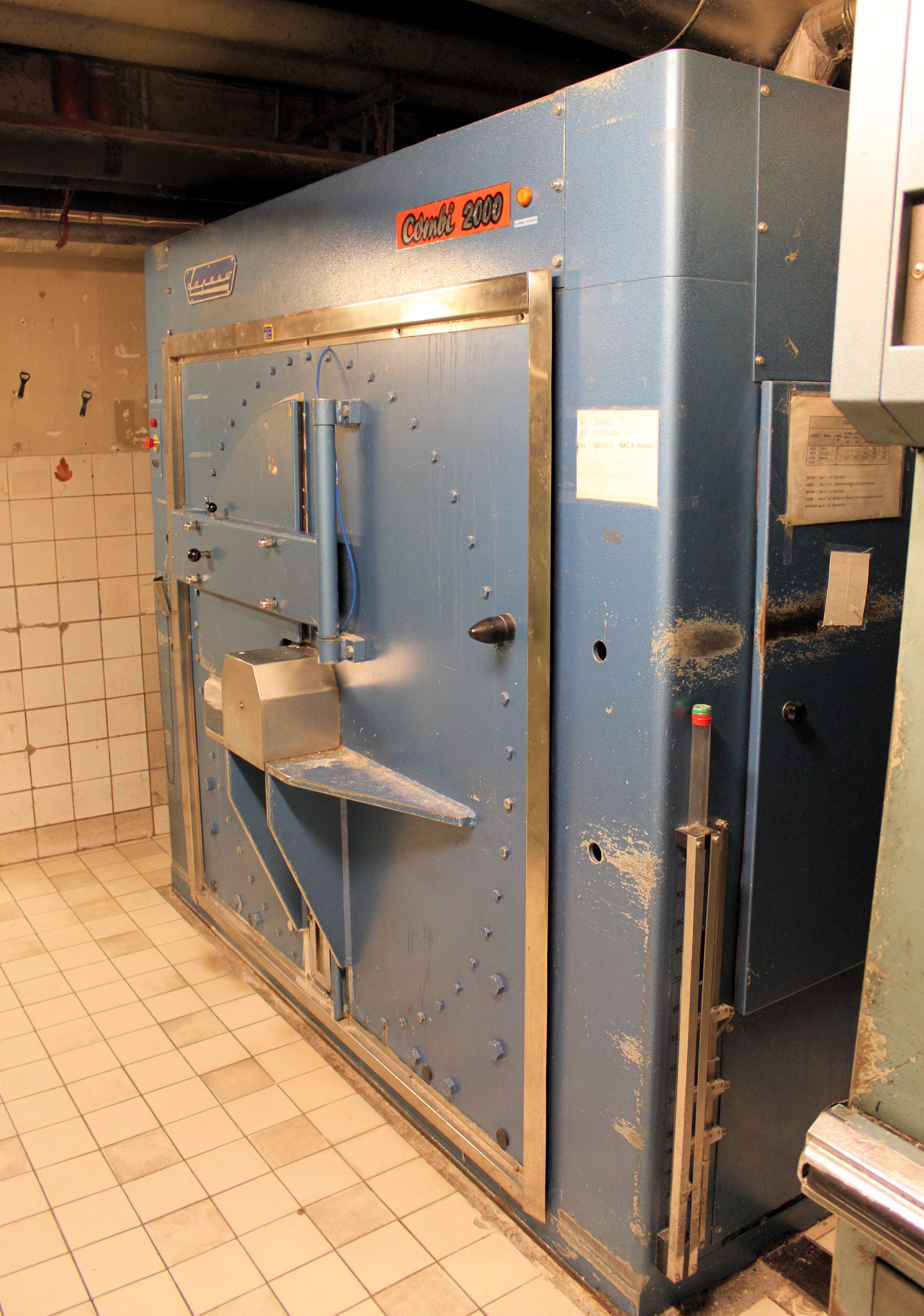
Ipari mosógép a Hotel Hiltonban, Brüsszel, 1980-as évek

A mosógépek a mosás gépi úton való elvégzését teszik lehetővé, adott esetben egyéb funkciókkal (pl. facsarás, szárítás, öblítés) együtt. Percenkénti fordulatszámuk 700 és 1600 között van.

## Története
1767-ben készítette el az első mosógépet Jacob Christian Schäffer német evangélikus lelkész. Ez a 19-20. században sokat könnyített és gyorsított a háztartásban. 

## Az ipari mosógépek
Az ipari mosógépek (industrial washing machines) alapvetően a kivitelüket tekintve különböznek a szokásos háztartási mosógépektől. Az ipari felhasználású mosógépek ismertetőjelei leginkább a nagy teljesítményű motor és a töltőtérfogat. Az ipari mosodákban mind mosó- és csavarógépeket, mind folyamatosan üzemelő csőmosókat alkalmaznak. Többek között a szennyes mennyisége és állapota a meghatározó kritériumai annak, hogy melyik berendezést használják. Az ipari gépek költségminimalizására régóta energiatakarékos üzemmódot állítanak be. Így lehetséges a mosó- és öblítővizek többszöri felhasználása, ilyen módon a víz- és energiafelhasználás csökkentése a nagyüzemi visszaforgatáson keresztül. Ahol különösen higiénikus követelményeket állítanak a mosodákkal szemben (pl. kórházak), ott úgy építik fel az ipari berendezéseket, hogy azok két, egymástól hermetikusan elválasztott oldalon hozzáférhetőek legyenek - higiénikus mosógépek, tisztatéri mosodák. A betöltés a szennyes oldalon, a kipakolás a tiszta oldalon történik. A gépek fűtése lehet forrógőzös, olajos vagy elektromos. Leginkább szabadon programozható  vezérlésűek.

### Fajtái

#### Mosó-csavarógépek
A mosó-facsarógépek elviekben hasonlítanak a háztartási mosógépekhez, természetesen sokkal nagyobb befogadóképességgel rendelkeznek. Az egyenletes tömegelosztás, továbbá a szükséges mosásmechanika biztosításáért a nagyobb dobokat 2-4 kamrára osztják. A be- és kipakolás az építésmód szerint lehet frontoldali vagy felültöltős.

#### Csőmosók
Ez a berendezés folytonosan vagy ütemszerűen üzemel. A szennyest teljesen automatikusan és folyamatosan mossa, anélkül, hogy a gépet a betöltés, illetve kipakolás miatt le kellene állítani.

#### Érmés mosógépek
Az érmebedobásra működő (coin-operated), röviden érmés mosógépeket az önkiszolgáló mosodákban alkalmazzák, ahol érmével fizetnek a mosásért. Többnyire forgódobos - a háztartásokban használatos mosógépeknek megfelelő - felépítésűek.

## Fontosabb gyártók
- LG Electronics
- Whirlpool
- Ipso
- Miele
- Bosch/Siemens
- Electrolux
- Indesit

## Külső hivatkozások
- Mosodatechnológiai hírek, leírások
- A háztartási mosógépek tisztítása, szagtalanítása